# Kunsthalle Bielefeld
La Kunsthalle Bielefeld è un museo d'arte moderna e contemporanea a Bielefeld, in Germania. È stato realizzato dall'architetto Philip Johnson nel 1968 e finanziato dall'imprenditore Rudolf August Oetker.

## Storia
Iniziata nel 1950 con una donazione di Oetker e gradualmente ampliata con acquisizioni comunali, la collezione si concentra sull'espressionismo, sulla scultura internazionale e sull'arte contemporanea. 
L'attuale direttore della Kunsthalle è Friedrich Meschede (dal 2011). Gli ex direttori includono Thomas Kellein (1996–2011), Ulrich Weisner (1974–1996), Joachim Wolfgang von Moltke (1961–1974) e Gustav Vriesen (1954–1961).

## Descrizione

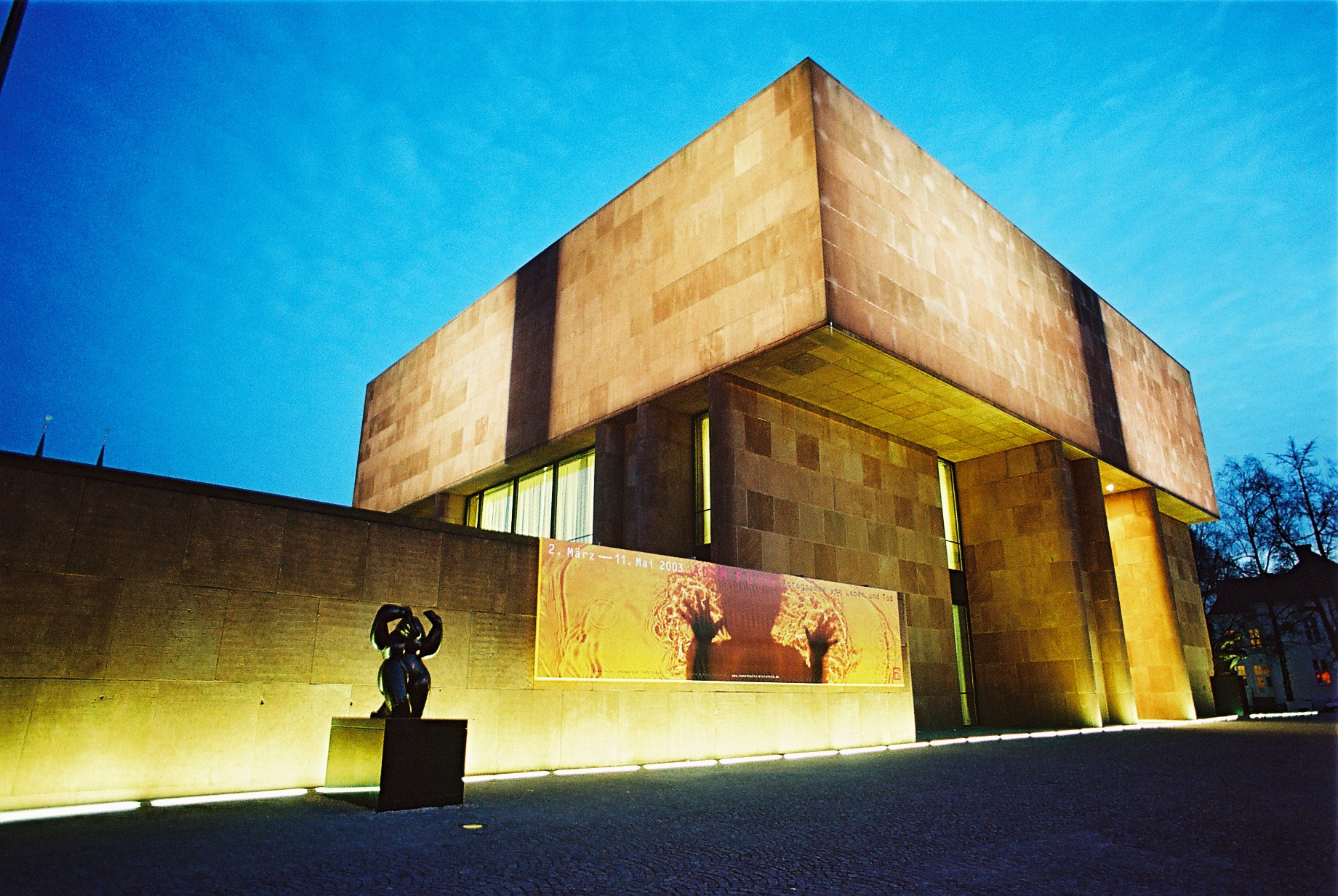
La Kunsthalle di notte.

Il museo si trova all'estremità sud-occidentale del centro storico di Bielefeld. Fu costruito nel 1968 dall'architetto statunitense Philip Johnson nello stile internazionale da lui fondato ed è l'unico museo da lui progettato in Europa. Nel 1994 Frank Gehry propose un ampliamento dell'edificio esistente, il quale però non è mai stato realizzato. Il museo è stato ristrutturato nel 2002.
Di forma cubica e con pianta quadrata, si sviluppa su tre piani, più due interrati, con una superficie espositiva complessiva di 1200 mq. La facciata è in arenaria rossa.

### Percorso espositivo
L'esposizione permanente presenta una vasta gamma di opere d'arte del XX secolo, tra cui dipinti di Pablo Picasso e Max Beckmann, opere del gruppo Blaue Reiter e spazi incentrati su László Moholy-Nagy e Oskar Schlemmer, oltre ad arte più recente degli anni '70 e '80. Il museo si trova in un giardino di sculture con opere di Auguste Rodin, Henry Moore, Richard Serra, Ólafur Elíasson e altri scultori moderni.
Alla 50ª Biennale di Venezia del 2003 la Kunsthalle ha presentato il documentario "Ilya und Emila Kabakov: Die Utopische Stadt. 1997-2003", esposto permanentemente nella Utopia Station.
La Kunsthalle ospita anche mostre temporanee che completano la collezione permanente. La mostra del 1991 "Il surrealismo di Picasso: 1925-1937", una delle cinque mostre di Picasso di importanza internazionale, ha attirato 67.000 visitatori.
Il museo ha anche visite guidate, attività didattiche per bambini e una biblioteca.